# Maria Jakóbik
Maria Jakóbik (ur. 8 sierpnia 1947, zm. 19 września 2017 w Krakowie) – polska trenerka sportów pływackich.

## Życiorys
Była absolwentką Akademii Wychowania Fizycznego w Krakowie. Jako pedagog i trener związana była Zespołem Szkół Ogólnokształcących Mistrzostwa Sportowego przy ulicy Grochowskiej w Krakowie, gdzie piastowała także funkcję dyrektora do spraw sportu. Szkoliła zarówno zawodników sportów pływackich jak i kajakarzy-slalomistów. Wśród jej wychowanków byli między innymi: Otylia Jędrzejczak, Wojciech Wyżga, Konrad Gałka, Katarzyna Wilk, Marcin Cieślak oraz Łukasz Drzewiński. Wraz z polską reprezentacją pływacką trzykrotnie wyjeżdżała na Igrzyska olimpijskie; w Barcelonie (1992), Atlancie (1996) i Sydney (2000). Zmarła 19 września 2017 i została pochowana na Cmentarzu Salwatorskim w Krakowie.